# Карпос
Карпос (др.-греч. Καρπός «плод», «зерно», «урожай») — бог плодов, сын Зевса и нимфы Хлориды (вариант: Зефира и Хлориды).
В поэме Нонна Панополитанского «Деяния Диониса» Карпос — герой, возлюбленный Калама. Однажды, когда они соревновались в плавании на реке Меандр, Карпос первым выбрался на берег, но от сильного порыва ветра упал и утонул. Убитый горем Каламос вскоре утопился.